# Griselda Romero Vázquez
Griselda Romero Vázquez (Fecha desconocida de nacimiento - Chilapa de Álvarez, Guerrero, México) es una artista plástica y profesora mexicana, nahua cohuixca que radica en Ciudad Nezahualcóyotl. Firma sus obras como Griss Romero. Como pintora y profesora transmite su cultura, plasmando su identidad como mujer nahua en sus obras y transmitiendo parte de la cosmovisión y lengua náhuatl a la niñez en educación primaria.

## Trayectoria
Estudió la licenciatura en Educación Primaria en el Colegio Hispano Americano y la maestría en Educación y es profesora de educación primaria en la Ciudad de México. Estudió también la licenciatura en danza folclórica.

Griss narró en la conferencia De la tinta al papel: mujeres artistas indígenas, que se inició en la pintura empíricamente luego de colaborar en En Neza Radio, un programa de radio comunitaria de Nezahualcóyotl en el que conoció a numerosas personas dedicadas al arte, fue invitada a exposiciones artísticas, participó en presentaciones de danza folclórica y allí conoció a las personas pintoras de Nezahualcóyotl. Así surgió su interés por los significados de las pinturas y las técnicas con las que se elaboraban. Comenzó a pintar en el 2017, cuando el pintor y muralista Martín Cuaya Urciaga y Norma Guzmán la motivaron a experimentar con la pintura. Su primera pintura la realizó con acrílico sobre un lienzo y por inspiración de una obra del poeta José Antonio Xokoyotsij (seudónimo de Natalio Hernández Hernández) llamada Cuando yo muera:
Cuando yo muera,
que me entierren en un petate 
que me entreguen en manos de nuestra madre tierra, 
que me reciba, que me abrace,
que me integre a su cuerpo
(...) 

José Antonio Xokoyotsij (seudónimo de Natalio Hernández Hernández)
Ha participado en charlas y conferencias en las que ha discutido sobre su trayectoria en la pintura y el significado de sus obras. En noviembre de 2020 participó de forma virtual en la charla Ilustración y patrimonio cultural, dentro de la exposición Los colores de mi tierra: Ilustración indígena y afromexicana, en el Segundo Festival Universitario de Ilustración Contemporánea de la Ciudad de México, en el Museo Virtual de Ilustración Contemporánea de la Ciudad de México. En marzo de 2021 dictó de forma virtual la conferencia De la tinta al papel: mujeres artistas indígenas, en el ciclo de conferencias ¿Quiénes somos los mexicanos? Diálogos en la multiculturalidad, organizado por el Instituto Nacional de Lenguas Indígenas, en esta conferencia también participaron Guadalupe Reyes Chávez y Cristal Mora Patricio como moderadora.

## Obra pictórica
Su estilo en pintura es surrealista y figurativo, emplea como técnicas al acrílico y el óleo en papel, tela, lienzos y madera.
Declaró que todas sus pinturas tienen un nombre en náhuatl y están basadas en diferentes temáticas relacionadas, entre las que destacan: (1) su experiencia personal, tocando temas como la discriminación que vivió cuando migró a la Ciudad de México y los obstáculos que atravesó para convertirse en profesora de educación primaria, así como la lucha por los derechos de las mujeres y los lugares a los que la pintura la ha llevado (p. ej., Yaocíhuatl (mujer guerrera), Nantlatolli (lengua madre)) (2) mujeres guerrerenses de diferentes pueblos originarios, sus prácticas agrícolas, culinarias y rituales con relación a las cosechas, el uso del maíz, calabaza, frijol, chile y de plantas medicinales (p. ej., Xinemi ika paquilistli (vive con alegría), Totlalnatzin texyolitia (Madre tierra, nos da vida)) (3) visibilización de las lenguas indígenas de Guerrero (náhuatl, mixteco, tlapaneco, amuzgo), su importancia dentro de las comunidades originarias y la urgencia de su conservación mediante la propuesta de incluirlas como una asignatura en la enseñanza mexicana de todos los niveles (4) las mujeres guerrerenses de pueblos originarios que se desempeñan en ámbitos como el de la ciencia y la política, que trabajan en el estudio y conservación de las lenguas indígenas habladas en el estado, en defensa de los derechos humanos y los derechos de las mujeres.
 

Señaló las diferentes experiencias que vivió al exponer su obra en el Centro Regional de Cultura de Ciudad Nezahualcóyotl, en donde las observaciones se centraron en la técnica pictórica; a comparación de su exposición en el Museo de Arte Contemporáneo de la Universidad Autónoma de Guerrero, en donde las personas comentaron acerca de los significados de su obra Yaocíhuatl (mujer guerrera), reflejando el entendimiento que se tiene en Guerrero de su cosmovisión nahua. Para El Sur Acapulco comentó: 
(...) ella (Yaocíhuatl) es una mujer acateca que podría ser yo, una mujer mexicana, una mujer indígena, una mujer maíz, mujer de tierra, de barro, mujer cosmogónica que tiene la lengua madre y que defiende sus derechos (...) Mi pintura es una mujer guerrera ante la sociedad machista. 
Le da una especial importancia en su trabajo al jaguar (tigre o tekuani), un elemento muy importante en territorio guerrerense; se inspira en sus raíces ancestrales y en la cultura de su comunidad nahua. Con su arte visibiliza a los pueblos originarios guerrerenses, plasmando la resistencia a sus creencias y rituales agrícolas, escribió Isela Xospa.

Respecto a su identidad, que plasma en su obra, ha comentado que como nahua, es heredera de la cultura olmeca y que a su vez ha incorporado elementos de Nezahualcóyotl, en donde radica y sigue practicando algunas costumbres que le ha transmitido su madre.
(...) Es mi herencia, en Acatlán está la cueva de Oxtotitlán donde están plasmadas las pinturas rupestres de la cultura olmeca, de la cultura madre. Quiero resaltarlo y visibilizarlo para que los guerrerenses tengan esa conexión con sus ancestros, todos los guerrerenses somos hijos de El Gran Jaguar, nuestra fisonomía es la de un jaguar, comentó en entrevista para El Sur Acapulco.
Y en entrevista con Francisco Veladiz, de Neza Cultural dijo: 
(...) Cuando yo vine aquí a la ciudad de Neza puse en mi mochila pues todas mis raíces, mi cultura y mi origen, ¿no? Mi identidad estaba en una mochila, yo llegué y eso es lo que yo trato, de no perderla, ¿no? Entonces de cierta manera, en las pinturas, pues eso es lo que yo muestro, mi identidad propia. Tengo doble identidad, ¿no? Se podría decir, la identidad del estado de Guerrero y la identidad de Neza (...)

## Exposiciones colectivas
De manera virtual y presencial ha presentado su obra en exposiciones colectivas, entre las que se encuentran:
- 2017. Participó en la exposición colectiva Calavera Ofrenda y Tradición, en el Centro Regional de Cultura de Ciudad Nezahualcóyotl. Estado de México, México.[3][7]
- Marzo de 2020. Participó en la exposición colectiva de pintura y fotografía El arte tiene voz e imagen de mujer, en el Museo de Arte Contemporáneo de la Universidad Autónoma de Guerrero. Guerrero, México.[8]
- Septiembre de 2020. Participó en la exposición de arte colectiva e internacional Poética del Color, organizada por la comunidad de arte FICCIONES, en la galería Víctor Humareda Gallegos. Puno, Perú (virtual).[9][7][10]
- Octubre de 2020. Participó en el proyecto internacional DESDE MI VENTANA, añoranza de un artista en cuarentena, proyecto de Grupo Prisma Internacional y Maestros de la Plástica. Santiago de Chile, Chile (virtual).[3][7]